# PartiuShopping
Título a ser usado para criar uma ligação interna é PartiuShopping.
#PartiuShopping foi um teleteatro brasileiro no estilo sitcom produzido pela FremantleMedia Brasil e exibida pelo canal por assinatura Multishow. Foi inspirada no filme Paul Blart: Mall Cop e dirigida por Otávio Martins e Rogério Farah. Tom Cavalcante interpreta o personagem central e também aparece em outros papéis. 
Com 30 episódios e uma temporada, estreou no dia 15 de junho de 2015 e foi até o dia 18 de julho de 2015, de segunda a sexta no horário das 22:30. Além de maratona aos domingos às 19:00.

## Enredo
Gildo é o segurança do Astro Shopping que nem desconfia que também é o real herdeiro do estabelecimento, deixado a ele em testamento pelo falecido Astrolábio Athaíde Brasil. Mas de toda essa fortuna, o atrapalhado nem desconfia. Desavisado, Gildo tem que lidar com a família do falecido - a viúva Berengária, o filho Felinto e a nora Perla - sempre cheias de esquemas para enganar o segurança e tomar o controle do shopping. Além de Felinto, Berengária e Perla também tem outra coisa em comum: as duas adoram a "aulas particulares" do marombeiro Merlon.
Além das confusões do shopping, Gildo ainda tem lidar com as duas mulheres de sua vida, a ex-mulher Rissole, uma faxineira tão bonita quanto temperamental, e a doce Isabellen, dona de um quiosque de "produtos importados" (lê-se: muamba) que também tem uma queda por Gildo.

## Elenco
| Ator               | Personagem                     | Ref.   |
| ------------------ | ------------------------------ | ------ |
| Tom Cavalcante     | Gildo da Silva                 | [ 5 ]  |
| Danielle Winits    | Rissole da Silva               | [ 6 ]  |
| Camila Camargo     | Isabellen                      | [ 7 ]  |
| Nany People        | Berengária Athaíde Brasil      | [ 8 ]  |
| Monique Alfradique | Perla Rodriguez Athaíde Brasil | [ 9 ]  |
| Alex Gruli         | Felinto Athaíde Brasil         | [ 10 ] |
| Léo Castro         | Merlon                         | [ 11 ] |

## Lista de episódios
| 01 | Um Shopping Pra Chamar De Meu | 15 de junho de 2015 | [ 12 ] |  |  |  |
|    |                               |                     |        |  |  |  |
| 02 | Funcionário Do Mês            | 16 de junho de 2015 | [ 13 ] |  |  |  |
|    |                               |                     |        |  |  |  |
| 03 | Dia Das Mães Do Babado        | 17 de junho de 2015 | [ 14 ] |  |  |  |
|    |                               |                     |        |  |  |  |
| 04 | Caiu Na Rede                  | 18 de junho de 2015 | [ 15 ] |  |  |  |
|    |                               |                     |        |  |  |  |
| 05 | Caça Ao Bilhete               | 19 de junho de 2015 | [ 16 ] |  |  |  |
|    |                               |                     |        |  |  |  |
| 06 | Miss Astro Shopping           | 20 de junho de 2015 | [ 17 ] |  |  |  |
|    |                               |                     |        |  |  |  |
| 07 | Gildo, O Disputado            | 22 de junho de 2015 | [ 18 ] |  |  |  |
|    |                               |                     |        |  |  |  |
| 08 | A Exposição                   | 23 de junho de 2015 | [ 19 ] |  |  |  |
|    |                               |                     |        |  |  |  |
| 09 | Vidas Secas                   | 24 de junho de 2015 | [ 20 ] |  |  |  |
|    |                               |                     |        |  |  |  |
| 10 | Operação Pega-Pato            | 25 de junho de 2015 | [ 21 ] |  |  |  |
|    |                               |                     |        |  |  |  |
| 11 | A Cobra Grande Do Ex          | 26 de junho de 2015 | [ 22 ] |  |  |  |
|    |                               |                     |        |  |  |  |
| 12 | Gravando!                     | 27 de junho de 2015 | [ 23 ] |  |  |  |
|    |                               |                     |        |  |  |  |
| 13 | Um Bonde Chamado Ostentação   | 29 de junho de 2015 | [ 24 ] |  |  |  |
|    |                               |                     |        |  |  |  |
| 14 | A Separação                   | 30 de junho de 2015 | [ 25 ] |  |  |  |
|    |                               |                     |        |  |  |  |
| 15 | Quanto Mais Quente            | 1 de julho de 2015  | [ 26 ] |  |  |  |
|    |                               |                     |        |  |  |  |
| 16 | Gato Por Lebre                | 2 de julho de 2015  | [ 27 ] |  |  |  |
|    |                               |                     |        |  |  |  |
| 17 | Álbum De Família              | 3 de julho de 2015  | [ 28 ] |  |  |  |
|    |                               |                     |        |  |  |  |
| 18 | Bikemania                     | 4 de julho de 2015  | [ 29 ] |  |  |  |
|    |                               |                     |        |  |  |  |
| 19 | Sexta-Feira 13                | 6 de julho de 2015  | [ 30 ] |  |  |  |
|    |                               |                     |        |  |  |  |
| 20 | As Mil E Uma Noivas           | 7 de julho de 2015  | [ 31 ] |  |  |  |
|    |                               |                     |        |  |  |  |
| 21 | A Louca Do Provador           | 8 de julho de 2015  | [ 32 ] |  |  |  |
|    |                               |                     |        |  |  |  |
| 22 | The Vórcio Brasil             | 9 de julho de 2015  | [ 33 ] |  |  |  |
|    |                               |                     |        |  |  |  |
| 23 | Gildo Grávido                 | 10 de julho de 2015 | [ 34 ] |  |  |  |
|    |                               |                     |        |  |  |  |
| 24 | O Fiscal Geral                | 11 de julho de 2015 | [ 35 ] |  |  |  |
|    |                               |                     |        |  |  |  |
| 25 | Há Malas Que Vem Para Bem     | 13 de julho de 2015 | [ 36 ] |  |  |  |
|    |                               |                     |        |  |  |  |
| 26 | O Boa Praça                   | 14 de julho de 2015 | [ 37 ] |  |  |  |
|    |                               |                     |        |  |  |  |
| 27 | Será Que Ele É                | 15 de julho de 2015 | [ 38 ] |  |  |  |
|    |                               |                     |        |  |  |  |
| 28 | Troca-Troca                   | 16 de julho de 2015 | [ 39 ] |  |  |  |
|    |                               |                     |        |  |  |  |
| 29 | Posando de Bacana             | 17 de julho de 2015 | [ 40 ] |  |  |  |
|    |                               |                     |        |  |  |  |
| 30 | Cala A Boca, Garçom           | 18 de julho de 2015 | [ 41 ] |  |  |  |
|    |                               |                     |        |  |  |  |